# 宗一郎
宗一郎（そういちろう）は、日本の漫画家、イラストレーター。

## 主な作品

### 連載
- うみねこのなく頃に episode4 - Alliance of the golden witch （『ガンガンONLINE』、スクウェア・エニックス）
- ROSE GUNS DAYS Season1（『月刊ガンガンJOKER』、スクウェア・エニックス）
- 愚愚れ! 信楽さん -繰繰れ! コックリさん 信楽おじさんスピンオフ-（『月刊ガンガンJOKER』、スクウェア・エニックス）
- イノセントデビル（原作：中村基、『月刊ガンガンJOKER』、スクウェア・エニックス、全4巻）

### アンソロジー
- 贄流し（『ひぐらしのなく頃に 語咄し編 コミックアンソロジーEX.第二集』、スクウェア・エニックス）
- 胡蝶ノ夢 -Endless Nightmare-（『ひぐらしのなく頃に 語咄し編 コミックアンソロジーEX.第三集』、スクウェア・エニックス）
- ハト時計と慈愛の家の夢（『ひぐらしのなく頃に 語咄し編 コミックアンソロジーEX.第五集』、スクウェア・エニックス）
- リミット（『ひぐらしのなく頃に 語咄し編 コミックアンソロジーEX.第六集』、スクウェア・エニックス）

### 挿絵
- あるスクラップブックが示す断片的な顛末、あるいはある神の末路を記す断片的な記録（砂上城、『ひぐらしのなく頃に 語咄し編2』、スクウェア・エニックス）
- ハト時計と慈愛の家の夢（きょー、『ひぐらしのなく頃に 語咄し編3』、スクウェア・エニックス）
- 神隠し編 〜酢豚にパイナップルは入れないで!〜（ふみ銀、『ガンガンONLINE』、スクウェア・エニックス）

### イラスト
- テーマ「四季（冬）」（ガンガンONLINE2008年11月20日）
- テーマ「自由」（ガンガンONLINE2011年2月10日）